# 長盈集團（控股）
長盈集團（控股）有限公司，簡稱長盈集團（控股），以及長盈集團（英語：EPI (Holdings) Limited，港交所：0689），在2006年9月22日，從長城數碼科技有限公司更名而來，也就是由黃志榮先生主理收購重組完成後開始，現時主要業務包括（按業務比重）：石油勘探及生產、有色金屬採購及貿易，以及石油相關產品買賣。
該總部位於香港灣仔港灣道26號華潤大廈32樓3203室。而主要地區包括中國，以及阿根廷。

## 連結
- EPIHoldings.com （页面存档备份，存于）